# Procrateria malagassa
Procrateria malagassa är en fjärilsart som beskrevs av Pierre E.L. Viette 1961. Procrateria malagassa ingår i släktet Procrateria och familjen nattflyn. Inga underarter finns listade i Catalogue of Life.